# Евклид
Вижте пояснителната страница за други личности с името Евклид.
Евклид (на старогръцки: Εὐκλείδης) е древногръцки математик, живял в египетския град Александрия при управлението на Птолемей I (323 – 283 година пр.н.е.). Често определян като баща на геометрията, той е автор на книгата „Елементи“, един от най-влиятелните трудове в историята на математиката, служил като основен учебник при преподаването на математика и най-вече на геометрия от времето на своята поява до края на XIX век и началото на XX век. В „Елементи“ Евклид извлича по дедуктивен път от ограничен брой аксиоми принципите на системата, която днес се нарича евклидова геометрия. Той е автор и на изследвания в областта на перспективата, коничните сечения, сферичната геометрия, теорията на числата.

## Биография
Творбите на Евклид са много известни, ала малко се знае за него самия. Малкото биографични данни, запазени до днес, идват от няколко откъслечни коментара, писани векове след неговата смърт. Датата и мястото на раждане на Евклид, както и датата и обстоятелствата, при които е починал, не са известни. Времето на неговия живот се определя приблизително според известното за споменати в текстовете му съвременници. Не са запазени и никакви сведения за външния вид на Евклид, поради което всички негови изображения се основават на въображението на техните автори.
Малкото известни сведения за живота на Евклид са достигнали до наши дни от текстовете на автори, като Прокъл и Пап Александрийски, живели няколко века по-късно от него. Живелият през 5 век Прокъл описва накратко Евклид в своя „Коментар на Елементите“ като автор на книгата, споменаван от Архимед. Той предава и разказа за това, как Птолемей I попитал дали няма по кратък път към научаването на геометрията от този на Евклид, а Евклид отговорил, че „няма царски път към геометрията“. Макар че днес се приема, че споменатото цитиране на Евклид от Архимед е вмъкнато в работите му от по-късни редактори, все пак се предполага, че Евклид е писал своите трудове преди Архимед. Освен това разказът за царския път е съмнителен, тъй като силно напомня подобна история, разказвана за Менехем и Александър Македонски. В единственото друго съществено споменаване на Евклид живелият през 4 век Пап Александрийски отбелязва, че Аполоний Пергски „прекарал много дълго време с учениците на Евклид в Александрия и така придобил толкова научен начин на мислене“. Съществуват и предположения, че Евклид може да е учил в Академията в Атина.

## „Елементи“
В най-ранните запазени преписи на „Елементи“ („Στοιχεῖα“) името на Евклид не се споменава. Повечето от тях са описани като част от лекции или книга на Теон Александрийски, а копието, смятано за основно и съхранявано днес във Ватикана, изобщо не споменава автор. Единственото сведение, свързващо „Елементи“ с Евклид, е „Коментар на Елементите“ от Прокъл, където Евклид е посочен като автор на книгата.
Въпреки че много от нещата, изложени в „Елементи“, са произлезли от по-ранни математици, едно от постиженията на Евклид е да ги представи в обща, логическа последователност в своята работа, което ги прави лесни за използване и цитиране. Книгата включва и система от строги математически доказателства, които остават основа на математиката и след 23 века.
Въпреки че са най-известни с геометрията, „Елементи“ разглеждат също и някои страни на теорията на числата. Описани са връзките между съвършените числа и мерсеновите числа, безкрайният брой на простите числа, лемата на Евклид за факторизацията (от която следва и основната теорема на аритметиката), както и алгоритъма на Евклид за намиране на най-голям общ делител, който е и един от първите изследвани алгоритми.
Геометричната система, описана в „Елементи“, в продължение на векове е наричана просто геометрия и се смятало, че това е единствената възможна и съществуваща геометрия. През 19 век математиците установяват, че аксиомата за успоредните прави е независима от останалите аксиоми на Евклид и промените в нея могат да доведат до други вътрешно непротиворечиви системи – неевклидови геометрии.

## Други съчинения
Освен най-важният му труд „Елементи“, поне 5 други книги на Евклид са запазени до наши дни. Те следват същата логическа структура, както и „Елементи“, с дефиниции, аксиоми и доказвани твърдения.
- „Данни“ („Δεδομένα“) разглежда природата и ефектите от предварително зададената информация в геометричните задачи, тема, тясно свързана с първите четири книги на „Елементи“.
- „За разделянето на фигурите“ е запазена частично в арабски превод и разглежда разделянето на геометрични фигури на две или повече равни части или на части с дадени пропорции. Книгата е подобна на съчинение на Херон Александрийски от 3 век.
- „Катоптрика“ излага математическата теория на огледалата и по-специално на отразените образи в плоски и изпъкнали сферични огледала. Авторството на Евклид е спорно, като е възможно книгата да е писана от Теон Александрийски.
- „Явления“ е трактат по сферична астрономия, подобен на „За подвижната сфера“ от работилия около 310 година пр.н.е. Автолик.
- „Оптика“ е най-старият запазен древногръцки трактат върху перспективата. В неговите дефиниции Евклид следва платоновата традиция, според която зрението се дължи на дискретни лъчи, излизащи от окото. В първите 36-те твърдения Евклид свързва видимият размер на даден предмет с разстоянието от него до окото и разглежда видимите форми на цилиндри и конуси, гледани под различен ъгъл. Интересна е 45-о твърдение, според което за всеки две различни величини съществува точка, от която те изглеждат еднакви. Пап Александрийски смята, че тези разсъждения са важни за астрономията и включва „Оптика“, както и „Явления“, в своята „Малка астрономия“, сборник от кратки текстове, които трябва да бъдат изучавани преди основния сборник на Клавдий Птолемей.

Други текстове се смятат за писани от Евклид, но са изгубени:
- „Конични сечения“ е посветен на коничните сечения и служи за основа на известния труд по темата на Аполоний Пергски. Вероятно първите четири книги от съчинението на Аполоний са директно заимствани от Евклид. „Конични сечения“ на Аполоний бързо измества по-ранните работи по темата и по времето на Пап Александрийски съчинението на Евклид вече е изгубено.
- „Поризми“ може би е продължение на съчинението за коничните сечения, но точното му съдържание е спорно.
- „За заблужденията“ е базов текст, посветен на грешките при аргументиране.

По-късни арабски източници приписват на Евклид няколко съчинения в областта на механиката. „За тежкото и светлото“ описва в девет дефиниции и пет твърдения схващанията на Аристотел за движещите се тела и концепцията за относителна плътност. „За равновесието“ разглежда в една дефиниция, две аксиоми и четири твърдения теорията на лоста. Трети фрагмент, посветен на окръжностите, описвани от краищата на движещ се лост, съдържа четири твърдения. Тези три текста изглежда са свързани помежду си и се предполага, че може би представляват остатъци от по-голям трактат по механика, писан от Евклид.